# Скарамуш (роман)
«Скараму́ш» — исторический роман Рафаэля Сабатини, впервые опубликован в 1921 году.

## Сюжет
Приключенческий роман «Скарамуш» рассказывает историю молодого адвоката во времена Великой французской революции. В ходе своих приключений он становится актёром под маской «Скарамуш» (также называется Scaramuccia, характер — лукавый шут в комедии дель арте). Кроме того он становится революционером, политиком, фехтовальщиком, сокрушая своих врагов с помощью своего ораторского мастерства и шпаги. Он вынужден в силу обстоятельств поддерживать то одну, то другую стороны несколько раз.
Первая часть романа начинается со строк: «He was born with a gift of laughter and a sense that the world was mad» («Он появился на свет с обострённым чувством смешного и врождённым ощущением того, что мир безумен») Эти слова стали эпитафией Сабатини на его надгробии в Швейцарии .

## Структура
- Книга 1. Мантия
- Книга 2. Котурны
- Книга 3. Шпага

## Персонажи
- Андре-Луи Моро
- Маркиз де Латур д’Азир, граф Сольц
- Господин де Вильморен
- Кантэн де Керкадью сеньор де Гаврийяк
- Алина де Керкадью
- Тереза де Плугастель
- Исаак Ле Шапелье

Актеры:
- Субретка
- Арлекин
- Дзанни
- Лекарь (Доктор)
- Панталоне
- Скарамуш
- Родомон (Капитан)

## Экранизации
Наиболее известна экранизация романа киностудией Metro-Goldwyn-Mayer (США) 1952 года под названием «Скарамуш» (Scaramouche) режиссёра  Джорджа Сидни, в роли Скарамуша — Стюарт Грейнджер